# Leonardo Infante (khu tự quản)
Leonardo Infante là một khu tự quản thuộc bang Guárico, Venezuela. Thủ phủ của khu tự quản Leonardo Infante đóng tại Valle De La Pascua. Khự tự quản Leonardo Infante có diện tích 10613 km2, dân số theo điều tra dân số ngày 21 tháng 10 năm 2001 là 101974 người.